# 19 сентября
19 сентября — 262-й день года (263-й в високосные годы) по григорианскому календарю.
До конца года остаётся 103 дня.
До 15 октября 1582 года — 19 сентября по юлианскому календарю, с 15 октября 1582 года — 19 сентября по григорианскому календарю.
В XX и XXI веках соответствует 6 сентября по юлианскому календарю.

## Праздники и памятные дни
См. также: Категория:Праздники 19 сентября

### Национальные
- Сент-Китс и Невис — День независимости (1983, от Великобритании).
- Словакия — День памяти первого словацкого национального совета[англ.].
- Чили — День армии[англ.].

### Профессиональные
Россия — День оружейника.

### Неформальные
- Международный пиратский день.

### Религиозные
Православие
- Воспоминание чуда Архистратига Михаила, бывшего в Хонех (IV в.);
- память мучеников Евдоксия, Зинона и Макария (311—312);
- память преподобного Архиппа Херотопского (IV в.);
- память мученика Ромила Римского и с ним многих других (107—115);
- память священномученика Кирилла, епископа Гортинского (III—IV в.)[4];
- память мученика Кириака, священномучеников Фавста, пресвитера, Авива, диакона и с ним 11 мучеников (ок. 250);
- память преподобного Давида Ермопольского (VI в.)[5];
- память мученика и страстотерпца, князя Игоря Ольговича (1147)[6].
- память священномученика Димитрия Спасского, пресвитера (1918);
- память священномучеников Константина Богословского, Иоанна Павловского и Всеволода Потёминского, пресвитеров (1937);
- празднования в честь икон Божией Матери:
  - Киево-Братская (1654);
  - Арапетская.

## События
См. также: Категория:События 19 сентября

### До XIX века
- 1356 — англичане одержали победу над французами в битве при Пуатье. Множество рыцарей убито, французский король Иоанн II Добрый взят в плен.
- 1618 — начало осады Пльзеня.
- 1648
  - Французский учёный Блез Паскаль доказал существование атмосферного давления[7].
  - В Квебеке Жаком Буадоном (Jacques Boisdon) открыта первая в Канаде таверна.
- 1650 — Хартфордское соглашение между Коннектикутом и Новыми Нидерландами.
- 1654 — в Квебеке зарегистрирован первый в Канаде брак (11-летняя Маргарита Седийо (Marguerite Sedillot) вышла замуж за Жана Обюшона (Jean Aubuchon)).
- 1657 — от союза с Швецией отошёл Бранденбург. Договор в Велау. Прекращение вассальной зависимости Пруссии от Польши. Присоединение к Бранденбургу Бютова (Бытува), Лауэнбурга (Лемборка) и староства Драгимского.
- 1783 — полёт монгольфьера, в присутствии короля Людовика XVI унёсшего из Версаля барана, петуха и утку за 4 километра.
- 1790 — писатель А. Радищев сослан в Сибирь за своё «Путешествие из Петербурга в Москву».

### XIX век
- 1841
  - Построена первая международная железная дорога (Страсбург-Базель).
  - Указом Леопольда I основана Королевская академия медицины Бельгии[8].
- 1863
  - Покушение на графа Берга (Польское восстание 1863 года).
  - Первый день Битвы при Чикамоге
- 1864 — в США запатентованы откидные сиденья машин.
- 1888 — в Бельгии на курорте Спа прошёл первый в истории конкурс красоты. В финале приняла участие 21 претендентка на титул «королевы красоты», а отбирались девушки в финальную часть по фотографиям, присланным в адрес жюри. По сообщениям репортёра одной из скандинавских газет, освещавшего итоги тех необычных соревнований, проходило мероприятие чрезвычайно скромно. «Участницы конкурса должны были оставаться неизвестными широкой публике, жили в отдельном доме, доступ в который был закрыт для посторонних, а на соревнования они доставлялись в закрытом экипаже». Причём все мужчины, присутствовавшие на конкурсе, были одеты во фраки, женщины — в длинные платья. Победительницей стала 18-летняя креолка из Гваделупы Берта Сукаре (Bertha Soucaret), которой досталась премия в пять тысяч франков.
- 1891 — в Монреаль прибыли первые украинские поселенцы.
- 1893 — Новая Зеландия стала первой страной, предоставившей на выборах право голоса женщинам.

### XX век
- 1907 — в Париже подписан первый канадско-французский коммерческий договор.
- 1918 — Совнарком РСФСР запретил вывоз за границу художественных и исторических памятников.
- 1922 — в СССР основан журнал «Милиция».
- 1936 — в Калуге открыт дом-музей Константина Циолковского в первую годовщину его смерти
- 1938 — Англия и Франция потребовали от Чехословакии подчиниться германским требованиям о самоуправлении Судетской области.
- 1939 — Красная армия заняла Вильнюс.
- 1941 — Вторая мировая война: 2-я танковая группа вермахта соединилась в районе Лохвицы с частями 1-й танковой группы, в результате чего немецкие войска вошли в Киев.
- 1944 — Вторая мировая война: подписано Московское перемирие между Финляндией и СССР.
- 1946
  - Советское правительство учредило комиссию по делам колхозов для возврата колхозной собственности, присвоенной крестьянами в ходе войны.
  - Выступление Уинстона Черчилля в Цюрихском университете, служащее точкой отсчёта в создании Совета Европы.
- 1950 — союзники позволили Западной Германии иметь собственное министерство иностранных дел.
- 1952 — в США актёру Чарли Чаплину предъявлено обвинение в сочувствии коммунистам.
- 1958 — Элвис Пресли отправился на военную службу в Германию.
- 1969 — первый полёт вертолёта Ми-24.
- 1974 — в Буэнос-Айресе захвачены совладельцы крупной компании «Бунхе и Борн» (Аргентина) — братья Борн — Хорхе и Хуан[9], за которых позднее будет выплачено 64 миллиона долларов США — самый крупный выкуп в мировой истории на тот момент[10][11].
- 1976 — катастрофа Boeing 727 в Ыспарте, крупнейшая в истории Турции, 154 погибших.
- 1980 — близ города Дамаскуса произошла катастрофа со стратегическим носителем ядерного оружия[12].
- 1982 — Скотт Фалман предложил использовать смайлики в качестве способа выражения эмоций при общении в Сети
- 1983 — Сент-Китс и Невис получают независимость от Великобритании.
- 1985 — землетрясение в Мехико магнитудой 8,1. Более 5000 чел. погибло, 30 000 ранено, 95 000 лишились жилья.
- 1990 — Ассоциация пользователей UNIX зарегистрировала домен верхнего уровня SU для применения на территории СССР.
- 1991 — в Киеве восстановлена деятельность Киево-Могилянской академии.
- 2000 — в Берлине совершена попытка поджога Рейхстага. 22-летний немец на своём автомобиле «Volkswagen Golf» попытался сквозь стеклянные витрины прорваться внутрь здания. Машина застряла. Позже выяснилось, что она была облита со всех сторон бензином.

### XXI век
- 2006 — в Таиланде произошёл государственный переворот.
- 2017 — землетрясение в Пуэбле в Мексике, около 370 погибших.
- 2021
  - Завершились парламентские выборы в России, «Единая Россия» получила 72 % мест в Государственной думе (324 из 450).
  - Началось извержение Кумбре-Вьеха на Канарских островах.
- 2022 — Елизавета II, умершая 8 сентября, была похоронена в склепе капеллы Святого Георгия Виндзорского замка в Лондоне.
- 2023 — начались боевые действия в Нагорном Карабахе.

## Родились
См. также: Категория:Родившиеся 19 сентября

### До XIX века
- 86 — Тит Элий Цезарь Антонин (ум. 161), древнеримский император (138—161).
- 430 — Сяоу-ди (ум. 464), 5-й император Южной Сун (453—464).
- 866 — Лев VI Философ (Мудрый) (ум. 912), византийский император из Македонской династии (886—912).
- 1551 — Генрих III Валуа (ум. 1589), король Франции (с 1574), король Польский и великий князь Литовский (в 1574).
- 1724 — Никита Демидов (ум. 1789), русский промышленник, меценат, владелец Тагильских заводов.
- 1725 — Жозеф Дюплесси (ум. 1802), французский художник-портретист.
- 1730 — Огюстен Пажу (ум. 1809), французский скульптор, представитель классицизма.
- 1749 — Жан-Батист-Жозеф Деламбр (ум. 1822), французский астроном.
- 1754 — князь Павел Цицианов (ум. 1806), русский военный деятель, генерал от инфантерии.
- 1782
  - Аким Нахимов (ум. 1814), украинский поэт, сатирик, драматург.
  - Роберт Генри Сейл (ум. 1845), британский генерал, участник Англо-афганской войны.
  - Карл фон Фишер (ум. 1820), немецкий архитектор, представитель классицизма.

### XIX век
- 1802 — Лайош Кошут (ум. 1894), венгерский юрист, государственный деятель и революционер, премьер-министр и правитель-президент Венгрии в 1848—1849 гг.
- 1803 — Николай Павлов (ум. 1864), русский писатель и публицист, издатель «Русских ведомостей».
- 1839 — Джордж Кэдбери (ум. 1922), английский предприниматель и меценат, производитель шоколада.
- 1849 — Николай Егоров (ум. 1919), русский физик, педагог.
- 1877 — Михаил Тарханов (ум. 1948), актёр театра и кино, режиссёр, педагог, народный артист СССР.
- 1887 — Вера Пашенная (ум. 1962), актриса театра и кино, народная артистка СССР.
- 1888 — Всеволод Иванов (ум. 1971), русский писатель, автор исторических повестей.

### XX век
- 1901 — Карл Людвиг фон Берталанфи (ум. 1972), австрийский биолог.
- 1908 — Мика Тойми Валтари (ум. 1979), финский писатель.
- 1911
  - Уильям Джералд Голдинг (ум. 1993), английский писатель, лауреат Нобелевской премии (1983).
  - Семён Липкин (ум. 2003), советский и российский поэт и переводчик.
- 1912 — Курт Зандерлинг (ум. 2011), немецкий дирижёр.
- 1913 — Фрэнсис Фармер (ум. 1970), американская киноактриса и телеведущая.
- 1914 — Виктор Боков (ум. 2009), русский советский поэт, прозаик, собиратель фольклора.
- 1920
  - Александр Локшин (ум. 1987), советский композитор.
  - Карен Хачатурян (ум. 2011), советский и российский композитор, педагог, народный артист РСФСР.
- 1922 — Деймон Найт (ум. 2002), американский писатель-фантаст.
- 1926 — Масатоси Косиба (ум. 2020), японский физик, лауреат Нобелевской премии (2002).
- 1934 — Брайан Эпстайн (ум. 1967), менеджер британской рок-группы The Beatles.
- 1936
  - Георгий Гладышев (ум. 2022), советский и российский физикохимик, президент Академии творчества.
  - Эл Ортер (ум. 2007), американский легкоатлет, метатель диска, 4-кратный олимпийский чемпион.
- 1940 — Билл Медли, американский певец, автор песен, участник дуэта The Righteous Brothers.
- 1941 — Владимир Попков (ум. 2007), советский, украинский и российский кинорежиссёр, сценарист и актёр.
- 1943 — Касс Эллиот (ум. 1974), американская певица, композитор, участница группы The Mamas & the Papas.
- 1946 — Джон Коглан, британский музыкант, барабанщик рок-группы Status Quo.
- 1947
  - Борис Галкин, советский и российский актёр театра и кино, режиссёр, сценарист, продюсер, заслуженный артист РФ.
  - Виктор Ерофеев, российский писатель, литературовед, радио- и телеведущий.
- 1948
  - Джереми Айронс, британский актёр, обладатель премий «Оскар», «Золотой глобус», «Эмми».
  - Михаил Тимофти (ум. 2023), советский и молдавский режиссёр, актёр, музыкант-мультиинструменталист, профессор, сценарист, писатель, композитор, Мастер искусств Молдовы (2007).
  - Михаил Фоменко (ум. 2024), советский и украинский футболист, защитник и полузащитник, футбольный тренер. Заслуженный мастер спорта СССР (1975), вице-чемпион Европы (1972), бронзовый призёр Олимпийских игр (1976).
- 1949
  - Анатолий Коньков (ум. 2024), советский футболист, полузащитник, советский и украинский тренер, заслуженный мастер спорта СССР (1982). Вице-чемпион Европы (1972), бронзовый призёр Олимпийских игр (1976).
  - Салли Поттер, британская сценаристка, кинорежиссёр, танцовщица, хореограф.
  - Твигги (наст. имя Лесли Хорнби), британская супермодель, актриса и певица.
- 1953 — Дина Рубина, русскоязычная писательница и киносценарист.
- 1958 — Лита Форд, американская гитаристка, певица и композитор, бывшая участница The Runaways.
- 1962 — Александр Музычко (убит в 2014), украинский политик, один из региональных руководителей УНА-УНСО.
- 1963
  - Джарвис Кокер, британский музыкант, автор песен, основатель и фронтмен группы Pulp.
  - Пол Макгиган, британский и шотландский кинорежиссёр.
- 1964 — Кай Метов, российский певец, композитор, автор песен.
- 1965
  - Александра Вандернот, бельгийская актриса театра, кино и телевидения.
  - Катрина Макклейн, американская баскетболистка, двукратная олимпийская чемпионка.
- 1967 — Александр Карелин, российский борец классического стиля, трёхкратный олимпийский чемпион, многократный чемпион мира и Европы, политик.
- 1969
  - Кэнди Далфер, нидерландская певица и саксофонистка.
  - Анастасия Мельникова, российская актриса театра и кино, телеведущая, политик.
  - Константин Цзю, советский, российский и австралийский боксёр, чемпион мира.
- 1971 — Сэна Латан, американская актриса.
- 1974 — Виктория Сильвстедт, шведская фотомодель, актриса, певица и телеведущая.
- 1976 — Элисон Суини, американская актриса, телеведущая.
- 1977 — Валерий Гончаров, украинский гимнаст, олимпийский чемпион (2004).
- 1979 — Ноэми Ленуар, французская актриса и фотомодель.
- 1982 — Елена Замолодчикова, российская гимнастка, двукратная олимпийская чемпионка (2000), двукратная чемпионка мира.
- 1984 — Илья Глинников, российский актёр театра, кино и телевидения, телеведущий.
- 1986 — Салли Пирсон, австралийская легкоатлетка, олимпийская чемпионка в беге на 100 м с/б (2012), трижды чемпионка мира.
- 1987 — Даниэль Панабэйкер, американская актриса.
- 1990 — Юлия Джима, украинская биатлонистка, олимпийская чемпионка (2014).
- 1991 — Хелен Марулис, американская спортсменка, олимпийская чемпионка (2016) и многократная чемпионка мира по вольной борьбе.
- 1998 — Трей Янг, американский баскетболист.
- 2000 — Якоб Ингебригтсен, норвежский бегун, олимпийский чемпион (2020), двукратный чемпион мира, многократный чемпион Европы.

## Скончались
См. также: Категория:Умершие 19 сентября

### До XIX века
- 690 — Феодор Кентерберийский (р. ок. 620), архиепископ Кентерберийский, первый английский епископ, возведённый в достоинство примаса Англии.
- 1710 — Оле Ремер (р. 1644), датский астроном, профессор Копенгагенского университета.
- 1736 — Феофан Прокопович (р. 1681), русский государственный и церковный деятель, богослов, писатель и поэт.
- 1781 — Тобиас Фюрно (р. 1735), английский морской офицер, мореплаватель, сопровождавший Джеймса Кука.

### XIX век
- 1802 — Пьер Руссель (р. 1742), французский врач и физиолог.
- 1812 — Майер Амшель Ротшильд (р. 1743), основатель международной династии предпринимателей Ротшильдов.
- 1820 — Иоганн-Георг Мейзель (р. 1743), немецкий историк, библиограф и лексикограф, педагог.
- 1843 — Гюстав Гаспар Кориолис (р. 1792), французский физик-механик.
- 1854 — Джордж Артур (р. 1784), британский государственный деятель, колониальный губернатор.
- 1881 — Джеймс Абрам Гарфилд (р. 1831), 20-й президент США (в 1881).

### XX век
- 1902 — Масаока Сики (р. 1867), японский поэт, писатель, литературный критик.
- 1903 — Сидор Воробкевич (р. 1836), украинский писатель и композитор.
- 1935 — Константин Циолковский (р. 1857), русский советский учёный и философ, пионер космонавтики.
- 1945 — Иван Слонов (р. 1882), театральный актёр, режиссёр и педагог, общественный деятель, народный артист РСФСР.
- 1954 — Тибор Харшаньи (р. 1898), венгерский композитор, пианист, музыкальный критик.
- 1962 — Николай Погодин (р. 1900), советский писатель, драматург и сценарист.
- 1966 — Владимир Фёдоров (р. 1874), советский конструктор оружия.
- 1967 — Зинаида Серебрякова (р. 1884), русская художница, участница объединения «Мир искусства».
- 1968 — Честер Карлсон (р. 1906), американский изобретатель ксерографии.
- 1972 — Робер Казадезюс (р. 1899), французский пианист, композитор, музыкальный педагог.
- 1974 — Сергей Гурзо (р. 1926), советский актёр театра и кино.
- 1978 — Этьен Жильсон (р. 1884), французский религиозный философ.
- 1981 — Михаил Алексеев (р. 1896), советский литературовед и фольклорист, академик.
- 1985 — Итало Кальвино (р. 1923), итальянский писатель, публицист и журналист.
- 1989 — Наум Бирман (р. 1924), советский режиссёр театра и кино, сценарист.
- 1990 — Константин Лаптев (р. 1904), русский советский оперный певец (баритон), педагог, народный артист СССР.
- 1992 — Аида Имангулиева (р. 1939), азербайджанский арабист, профессор востоковедения.
- 1995 — Рудольф Пайерлс (р. 1907), британский физик-теоретик немецкого происхождения.

### XXI век
- 2005 — Григорий Поженян (р. 1922), советский и российский поэт-фронтовик, соавтор песен, прозаик.
- 2007 — Ян Режняк (р. 1919), самый результативный лётчик-ас фашистской Словакии.
- 2019
  - Зин аль-Абидин Бен Али (р. 1936), второй президент Туниса (1987—2011).
  - Ирина Богачева (р. 1939), советская и российская оперная певица (меццо-сопрано), народная артистка СССР.
- 2020
  - Михаил Борисов (р. 1949), советский театральный режиссёр, актёр театра и кино, педагог, телеведущий.
  - Ли Керслейк (р. 1947), британский рок-музыкант, известный в первую очередь как многолетний барабанщик Uriah Heep.

## Приметы
Михайлово чудо. Михайлов день. Михайловские заморозки. Похолодание.
- Рубеж первых утренников, заморозков. «Михаил заморозком землю прихватил»[13].
- «Пчёлам безделье — летала птаха мимо страха: ах, моё дело на огне сгорело».
- На Михаила не полагалось работать — Бог накажет.
- Ни в коем случае нельзя на Михайлово чудо злословить и сплетничать[14].
- «На Михаила дьявол чернику топчет»[14].